# Sahar Zakaria
Sahar Zakaria (en persan: سحر ذکریا), née le 24 septembre 1973 à Arak, est une actrice iranienne. Elle a joué dans les deux séries télévisées de Mehran Modiri: Pavarchin et Mard-e Do Hezar Chehreh.

## Filmographie

### Séries télévisées
| Film                    | Année | Réalisateur   | Personnage     | Genre   |
| ----------------------- | ----- | ------------- | -------------- | ------- |
| Pavarchin               | 2002  | Mehran Modiri | Mahtab Mahtabi | Comédie |
| Mard-e Do Hezar Chehreh | 2009  | Mehran Modiri | Sahar Zakaria  | Comédie |

### Films
| Film     | Année | Réalisateur              | Personnage | Genre   |
| -------- | ----- | ------------------------ | ---------- | ------- |
| Taleh    | 2005  | Sirus Alvand             |            | Drame   |
| Deldadeh | 2009  | Ghodratollah Solh Mirzai |            | Comédie |

### Source
- Anglais wikipedia